# USS Conestoga (AT-54)
USS Conestoga (SP-1128/AT-54) var ett fartyg i USA:s flotta. Liksom det första, USS Conestoga (1861), tillhörde det den amerikanska flottan. På ett uppdrag 1917 försvann det i Stilla havet 1921. Fartygets öde var ett mysterium fram till att dess vrak identifierades 2016.

## Konstruktion
Bogserbåten byggdes för Philadelphia and Reading Railway som Conestoga 1904 av Maryland Steel Company, Sparrows Point, Maryland. Hon köptes den 14 september 1917 för första världskriget och utsågs till SP-1128. Hon överlämnades den 10 november 1917 till löjtnant (juniorklass) C. Olsen, USNRF, befälhavare.

## Tjänst

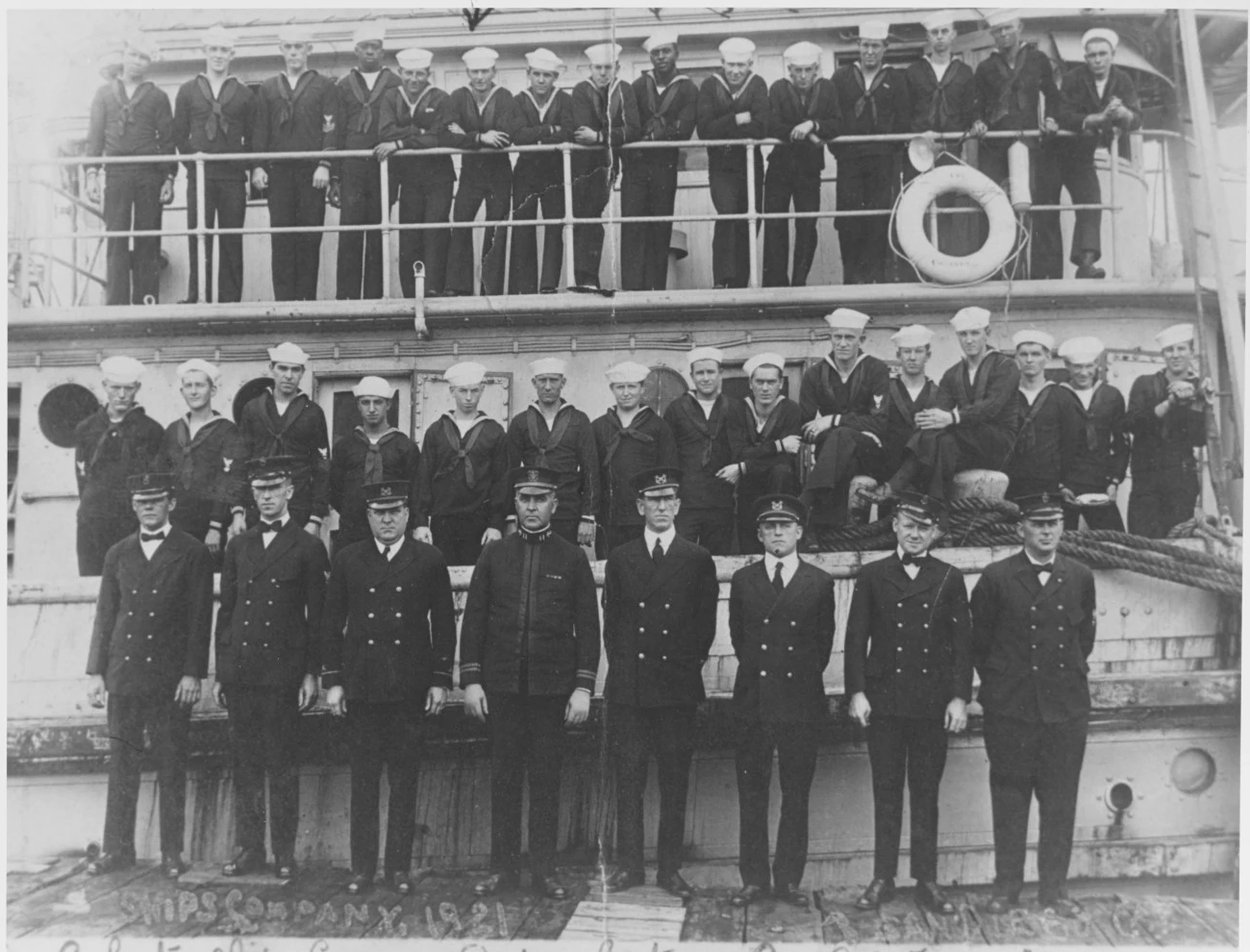
Conestogas besättning 1921.

Conestoga utförde, som tilldelad till ubåtstyrkan, bogseringstrafik längs Atlantkusten. Hon transporterade förnödenheter och vapen, eskorterade konvojer till Bermuda och Azorerna och seglade med American Patrol Detachment i närheten av Azorerna. I slutet av kriget var hon knuten till Naval Base nr 13, Azorerna, från vilken hon bogserade skadade fartyg och eskorterade konvojer tills hon anlände till New York den 26 september 1919. Hon fick sedan uppdraget att vara bogserbåt i 5 Naval District i Norfolk, Virginia.
Conestoga (som fick skrovnummer AT-54 i juli 1920) åkte till Stilla havet i slutet av 1920. Hon var i San Diego, Kalifornien och Mare Island, Kalifornien, under de första tre månaderna 1921. Den 25 mars samma år ångade bogserbåten ut från Mare Island, med en pråm kol som seglade via Pearl Harbor för att ta ett uppdrag som stationskepp vid Tutuila, Amerikanska Samoa.
Från befälhavaren löjtnant Ernest Larkin Jones hördes ingenting. Trots ett omfattande sökande var det enda spåret som hittades av henne vid tidpunkten för hennes förlust en livbåt med den ursprungliga bokstaven i hennes namn. Den hittades nära Manzanillo, Mexiko.

## Återupptäckt

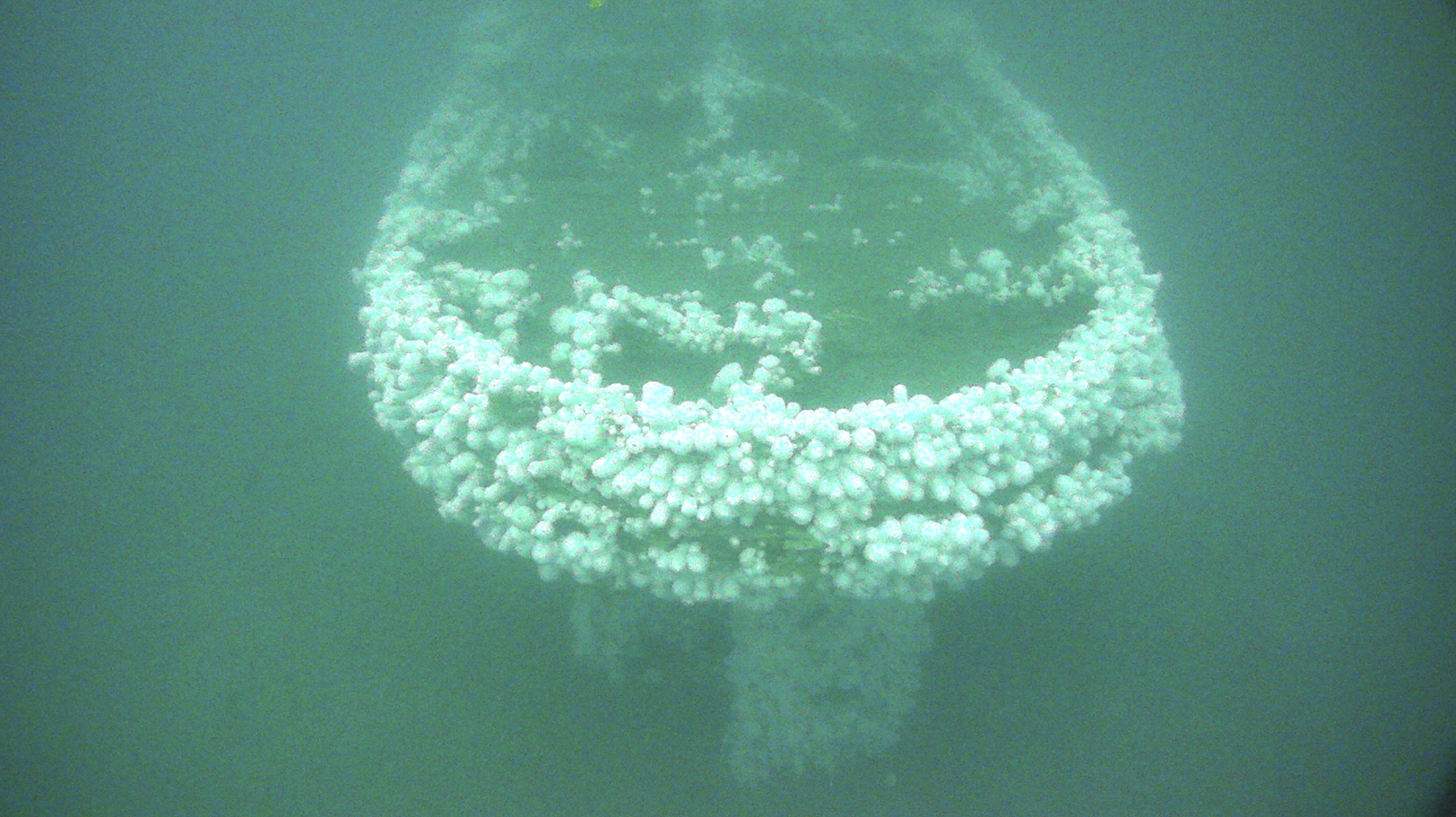
Skeppsvrakets akter, koloniserat av sjöanemoner.

Hennes vrak upptäcktes 2009 som ett oidentifierat skeppsbrott i Greater Farallones National Marine Sanctuary, några miles från Farallonöarna, strax utanför San Francisco vid Kaliforniens kust. I oktober 2015 bekräftade ett gemensamt National Oceanic and Atmospheric Administration NOAA- och marinuppdrag att vraket var Conestoga och den 23 mars 2016, 95 år efter att fartyget förlorades, gjordes ett formellt tillkännagivande. Skeppsbrottet listades i National Register of Historic Places 2016.